# Letopisi pomladi in jeseni
Letopisi pomladi in jeseni (kitajsko 春秋, Chūnqiū) so starodavna kitajska kronika, ki je že od antičnih časov ena osrednjih kitajskih klasičnih besedil. Letopisi so uradna kronika države Lu in zajemajo 241 let dolgo obdobje od leta 722 do 481 pr. n. št. Letopisi so najzgodnejše ohranjeno kitajsko zgodovinsko besedilo, urejeno v obliki letopisov. Ker se je tradicionalno štelo, da jih je sestavil Konfucij, tako je trdil Mencij, so bili vključeni med Štiri knjige in Pet klasik kitajske književnosti. 
V letopisih so zabeleženi najpomembnejši dogodki, ki so se zgodili v tistem letu: pristopi vladarjev, poroke, smrti in pogrebi vladarjev, bitke, žrtveni obredi, nebesni pojavi, ki so veljali za obredno pomembne, in naravne nesreče. Zapisi so jedrnati, dolgi v povprečju samo deset pismenk, in ne vsebujejo nobene elaboracije dogodkov ali povzetkov govorov.
V obdobju vojskujočih se držav (475–221 pr. n. št.) je bilo napisanih več komentarjev k Letopisom, ki so skušali pojasniti ali najti globlji pomen kratkih zapisov. Najbolj znan je Dzuov (左傳, Dzuo Džuàn) komentar, ki je sam po sebi postal klasika in je vir več kitajskih izrekov in idiomov kot katero koli drugo klasično delo.

## Zgodovina in vsebina
Letopisi pomladi in jeseni so bili sestavljeni verjetno v 5. stoletju pr. n. št. V času Konfucija v 6. stoletju pr. n. št. je izraz "pomlad in jesen" (chūnqiū, 春秋, starokitajsko *tʰun tsʰiw) začel pomeniti "leto" in verjetno postal generični izraz za letopise in zapise. Letopisi pomladi in jeseni niso bili edino tovrstno delo, saj so jih pisale tudi številne druge države Vzhodnega Džova in jih hranile v svojih arhivih. 
Letopisi pomladi in jeseni so jedrnati zapisi z jedrnatimi vnosi, ki beležijo pomembne dogodke v posameznem letu. Vnosi so v povprečju dolgi le 10 znakov. Najdaljši vnos je dolg 47 znakov, številni drugi pa so dolgi samo en znak. 11 vnosov se glasi preprosto *tung (螽, pinjin zhōng), kar pomeni "nadloga žuželk" (verjetno kobilic).
Nekateri sodobni učenjaki so se spraševali, ali so bili zapisi sploh zamišljeni kot kronika za človeške bralce, in so se nagibali k mnenju, da so bili morda mišljeni kot "obredna sporočila, namenjena predvsem duhovom prednikov".

## Vpliv
Letopisi so ena od osrednjih kitajskih klasik in so imeli skoraj 2500 let ogromen vpliv na kitajski intelektualni diskurz. To je bila posledica Mencijeve trditve v 4. stoletju pr. n. št., da je Konfucij sam urejal Letopise. Avtorstvo je sprejela celotna kitajska znanstvena srenja in je bilo skoraj v celoti neoporečno do zgodnjega 20. stoletja.  Jedrnat slog Letopisov so razlagali kot Konfucijev namerni poskus, da prenese "vzvišena načela s subtilnimi besedami" (微言大義, wēiyán dàyì). Vsi učenjaki niso sprejeli te razlage. Zgodovinopisec dinastije Tang Liu Džidži je bil prepričan, da je Dzuojev komentar veliko boljši od Letopisov, predsednik vlade dinastije Song Vang Anši pa je Letopise zavrnil kot "razdrobljen dvorni list" (斷爛朝報, duànlàn cháobào). Številni zahodni učenjaki so imeli podobna mnenja. Francoski sinolog Édouard Chavannes je Letopise označil za "suhoparno in mrtvo kroniko".
Letopisi so postali spomin na obdobje, v katerem so bili sestavljeni, tako da se to po njih pogosto imenuje obdobje pomladi in jeseni. 

## Opomba
1. ↑  Kitajski jezik nima množine, zato se izraz "pomladi in jeseni" ne nanaša samo na eno pomlad in jesen.[1] Razen tega izraz "pomlad in jesen" v kitajskem jeziku pogosto pomeni celo leto.